# Giandomenico Magliano
Pour les articles homonymes, voir Magliano.
Giandomenico Magliano, né le 12 février 1955 à Naples est un diplomate italien.

## Biographie
Après avoir obtenu un certificat d'études politiques à l'institut d'études politiques de Paris en juin 1973, il obtient une licence en économie et commerce à l'université La Sapienza de Rome en 1976. Il décroche ensuite un MBA à l'institut européen d'administration des affaires de Fontainebleau en 1977, il commence sa carrière en diplomatie en 1978. Il est ambassadeur d'Italie en France entre janvier 2013, et 2018.